# Traganek długokwiatowy
Traganek długokwiatowy (Astragalus onobrychis L.) – gatunek rośliny należący do rodziny bobowatych. Występuje w Europie, umiarkowanej części Azji i północnej Afryce. W Polsce rośnie na Wyżynie Lubelsko-Lwowskiej.

## Morfologia

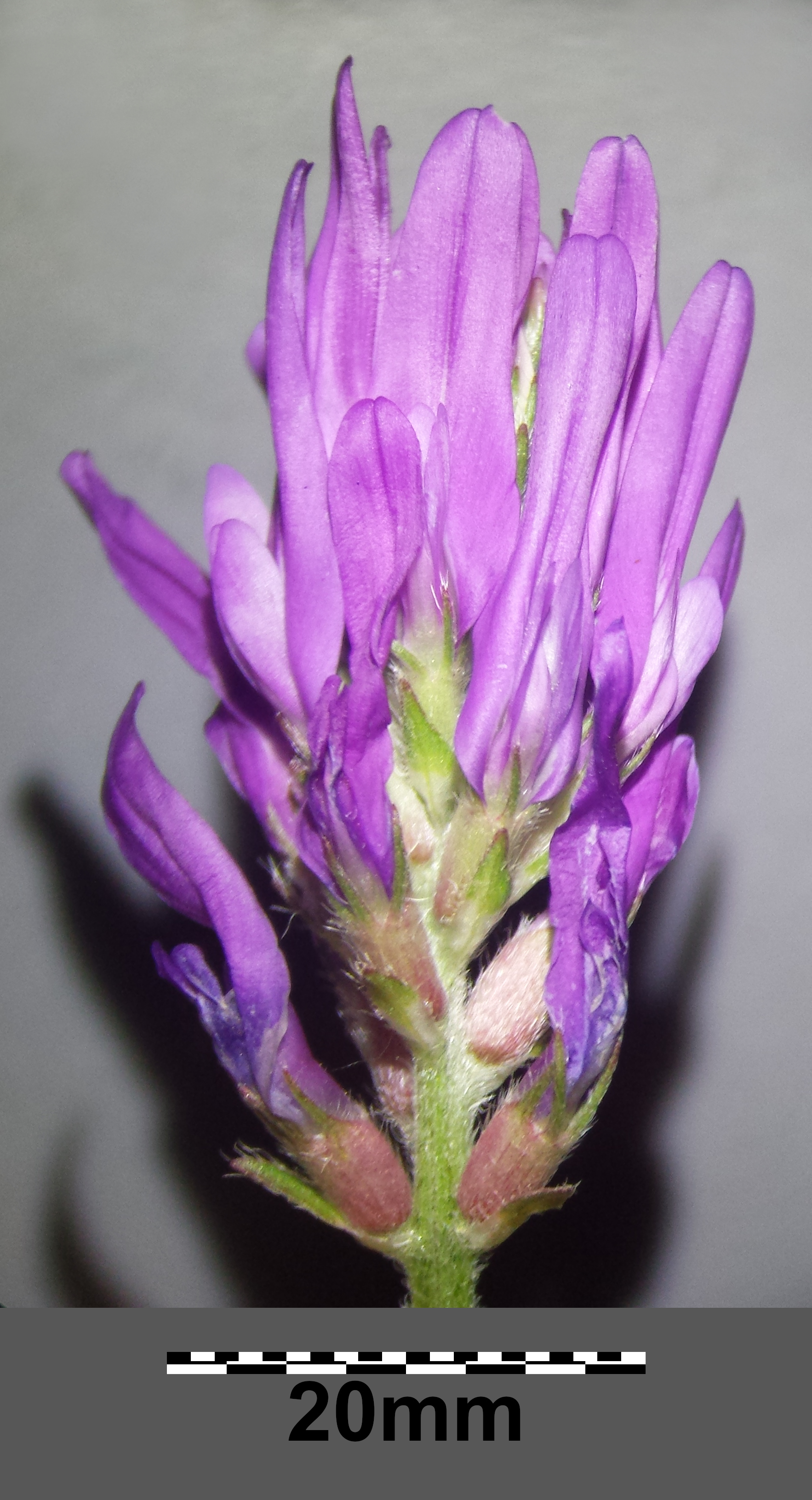
Kwiatostan

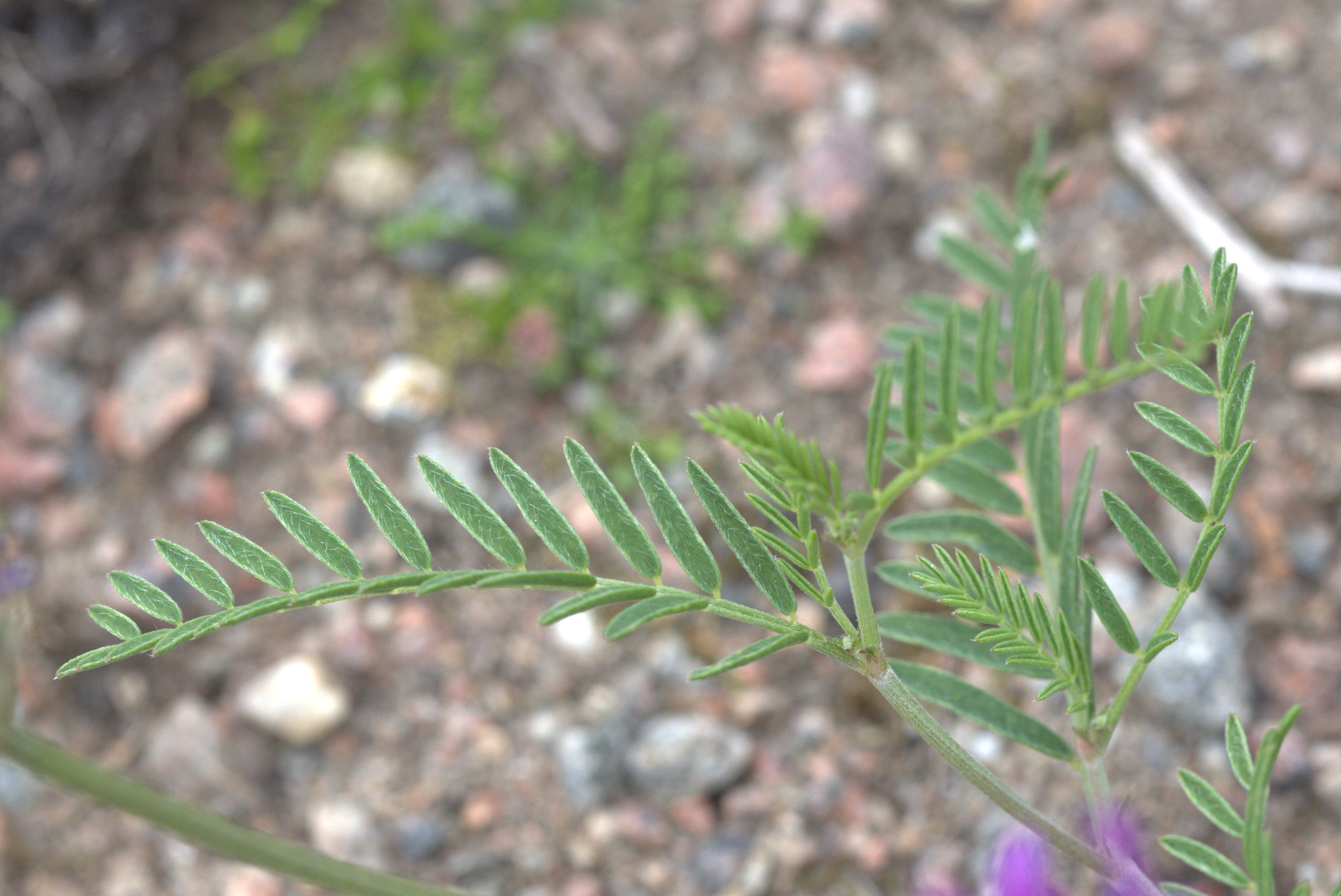
Liście

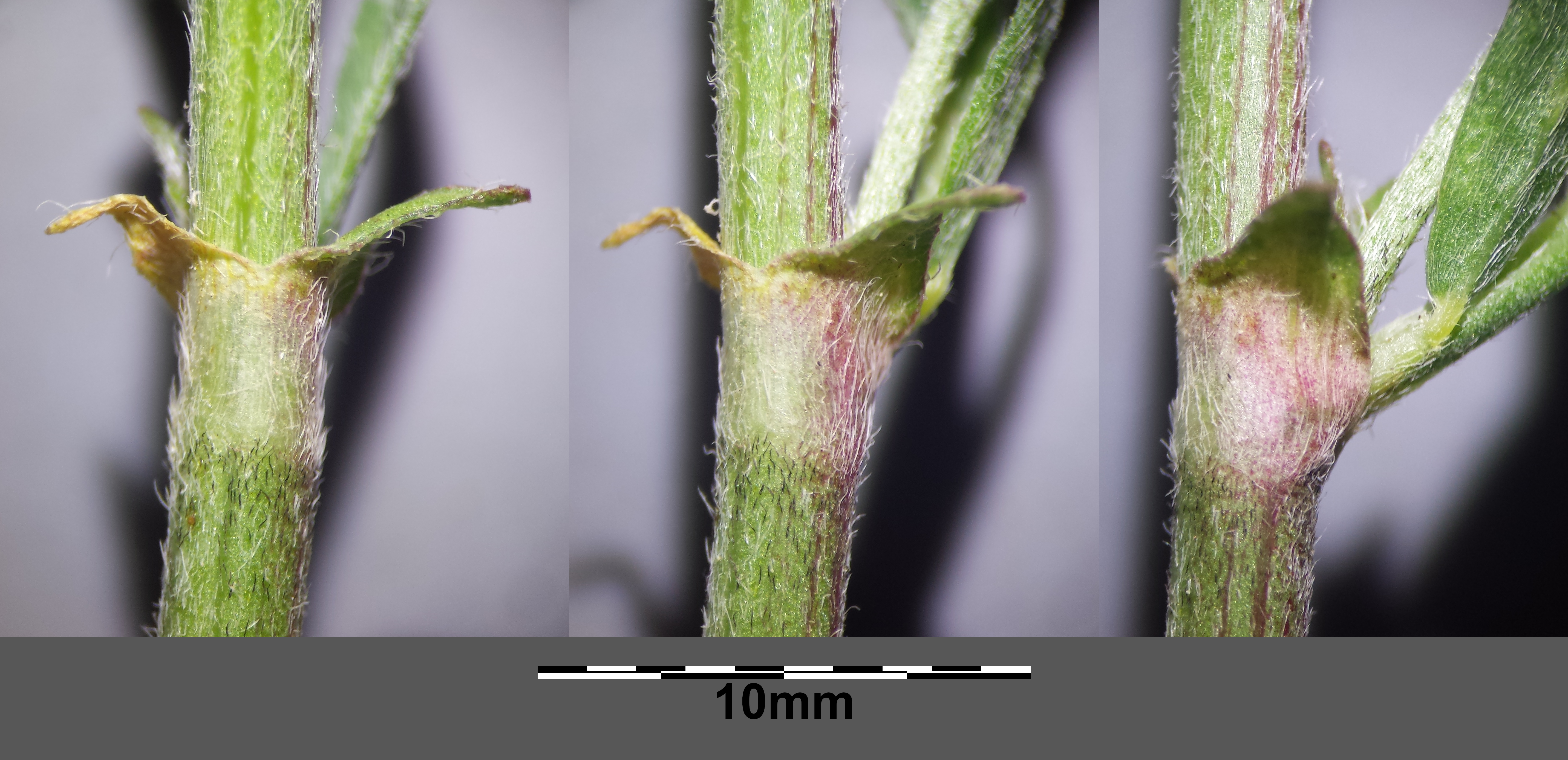
Przylistki

ŁodygaSzarowłosista, do 60 cm wysokości. Włosy przytwierdzone w środku; krótszy koniec zwrócony w dół, dłuższy - w górę.
LiściePierzaste, szarowłosiste, złożone z 8-16 par podługowatych lub równowąskich listków.
KwiatyMotylkowe, prawie siedzące, purpurowoniebieskie, długości około 2 cm, zebrane w 10-20-kwiatowy, zbity kwiatostan. Kielich przylegająco czarnowłosisty. Korona kwiatu około 3 razy dłuższa od kielicha. Żagielek wydłużony, około 2 razy dłuższy od skrzydełek.
OwocPrzylegająco owłosiony strąk.

## Biologia i ekologia
Bylina, hemikryptofit. Rośnie na murawach kserotermicznych. Kwitnie od czerwca do sierpnia. Gatunek charakterystyczny rzędu Festucetalia valesiacae.

## Zagrożenia i ochrona
Gatunek umieszczony na polskiej czerwonej liście w kategorii EN (zagrożony).